# Real Oviedo Juvenil
El Real Oviedo Juvenil es la categoría sub-19 del Real Oviedo, club de fútbol profesional con sede en Oviedo, Asturias (España). El equipo juvenil compite en la División de Honor Juvenil, la máxima categoría del fútbol base nacional, y es una de las canteras más reconocidas del norte de España, tanto por su historial formativo como por su desempeño competitivo. Tiene su sede de entrenamientos y partidos como local en las instalaciones deportivas de El Requexón, lugar que también acoge a otras categorías inferiores del club.

## Historia
La estructura juvenil del Real Oviedo comenzó a desarrollarse de forma organizada en la segunda mitad del siglo XX, en paralelo al crecimiento del fútbol base en España. Desde entonces, el club ha apostado firmemente por su cantera, con el objetivo de formar jugadores no solo para el primer equipo, sino también para el fútbol profesional en general.
A lo largo de su historia, el Real Oviedo Juvenil ha sido una cantera prolífica en la formación de futbolistas que han dado el salto al profesionalismo. Algunos de sus canteranos más destacados han llegado a jugar en Primera División, tanto en el Real Oviedo como en otros clubes nacionales e internacionales. El club se ha consolidado como uno de los referentes del fútbol base asturiano junto con equipos como el Sporting de Gijón.
En las primeras décadas del siglo XXI, el equipo ha mantenido una presencia constante en la División de Honor Juvenil, enfrentándose a otros clubes de gran tradición en el Grupo I, como el RC Celta, Deportivo de La Coruña, Racing de Santander y Sporting de Gijón.

## Instalaciones
El Juvenil A del Real Oviedo desarrolla su actividad en El Requexón, complejo deportivo propiedad del club situado a las afueras de Oviedo. Las instalaciones cuentan con varios campos de césped natural y artificial, gimnasio, zonas de recuperación, sala de videoanálisis y residencia para jugadores de fuera de la región. Este entorno facilita tanto la formación técnica como el crecimiento personal de los jóvenes futbolistas.

## Filosofía y estilo de juego
La filosofía del Real Oviedo Juvenil se centra en el desarrollo integral de sus futbolistas. El club promueve una metodología que combina el aprendizaje técnico-táctico con valores humanos como la disciplina, el compromiso, el trabajo en equipo y la superación personal.
En el plano táctico, el equipo suele apostar por un fútbol combinativo, con énfasis en la posesión del balón, la presión alta y la ocupación racional del campo. Esta identidad se mantiene desde las categorías inferiores hasta el primer equipo, con el objetivo de facilitar la transición de los canteranos.
Entrenadores como Paco Fernández, entre otros, han sido figuras clave en la consolidación del proyecto formativo, dotando al equipo de una estructura sólida y competitiva.

## Participación en competiciones

### División de Honor Juvenil
El Real Oviedo Juvenil compite en el Grupo I de la División de Honor Juvenil, donde se mide cada temporada a rivales de gran nivel. El equipo ha logrado destacadas actuaciones, luchando regularmente por los primeros puestos y clasificándose en varias ocasiones para la Copa de Campeones, torneo que reúne a los campeones de los distintos grupos.

### Copa del Rey Juvenil
En los últimos años, el club ha tenido un papel cada vez más relevante en la Copa del Rey Juvenil, torneo eliminatorio al que acceden los mejores equipos juveniles del país.
Uno de los momentos más memorables llegó en la temporada 2023-24, cuando el Real Oviedo Juvenil alcanzó las semifinales del torneo por primera vez en su historia. En su camino eliminó a clubes como el Granada CF, Cádiz CF y Levante UD. En semifinales se enfrentó al RCD Espanyol, en un partido que se disputó en el estadio Carlos Tartiere, ante más de 4.000 espectadores, lo que supuso un hito en la historia reciente del club.
Este resultado fue reconocido como un éxito colectivo no solo por la afición oviedista, sino también por el entorno del fútbol base español, ya que puso de relieve el crecimiento deportivo y organizativo del club en materia de cantera.
En la temporada siguiente, 2024-25, el equipo logró nuevamente la clasificación para la Copa del Rey Juvenil tras imponerse al Pontevedra CF por 0-1, con un gol de Pablo Agudín, demostrando continuidad y solidez en su proyecto formativo.

## Jugadores destacados y conexión con el primer equipo
El Real Oviedo Juvenil ha sido la cuna de numerosos futbolistas que han llegado a la élite. Muchos jugadores han debutado en el primer equipo tras formarse en la cantera carbayona, y otros han sido transferidos a clubes de mayor proyección.
Esta conexión directa entre el equipo juvenil y el primer equipo se ha convertido en una de las señas de identidad del club. La entidad ha puesto en marcha un plan de integración progresiva que permite a los jugadores juveniles entrenar regularmente con el primer equipo y participar en pretemporadas, partidos amistosos o incluso debutar en encuentros oficiales cuando se les requiere.

## Impacto social y regional
Más allá del aspecto competitivo, el Real Oviedo Juvenil tiene un fuerte arraigo en la comunidad asturiana. El club trabaja activamente con escuelas, asociaciones deportivas y entidades locales para fomentar el fútbol base y ofrecer oportunidades de desarrollo a jóvenes talentos de toda la región.
Asimismo, la cantera se ha convertido en una herramienta de cohesión social y orgullo para los aficionados, que siguen con interés la evolución de los equipos juveniles como símbolo del futuro del club.

## Palmarés
Si bien el equipo juvenil no posee un palmarés tan amplio como el primer equipo, sus logros recientes en torneos nacionales, especialmente la Copa del Rey Juvenil, y su constante presencia en las posiciones altas de la División de Honor, avalan su estatus como uno de los proyectos de cantera más sólidos del norte de España. 

## Futuro del proyecto
El Real Oviedo, desde la llegada de nuevos propietarios internacionales y la profesionalización de su estructura deportiva, ha apostado aún más por su cantera. Las mejoras en infraestructuras, metodología y personal técnico apuntan a consolidar el proyecto como uno de los referentes del fútbol base a nivel nacional.
Con una generación joven que ha demostrado ambición y calidad, y una estructura cada vez más robusta, el futuro del Real Oviedo Juvenil se presenta prometedor, tanto en lo deportivo como en su papel como formador de personas y deportistas.